# Aeroporto Internazionale di Šiauliai
L'Aeroporto Internazionale di Šiauliai è un aeroporto situato a 7 km a sud est di Šiauliai, in Lituania.
L'area aeroportuale copre una superficie di 471 ettari.
Nel passato dell'Unione Sovietica, l'aeroporto, è stato una delle principali basi militari aeree, con dislocati numerosi bombardieri.